# Jakubany
Jakubany (in ungherese Szepesjakabfalva, in tedesco Jakobau) è un comune della Slovacchia facente parte del distretto di Stará Ľubovňa, nella regione di Prešov.